# Nongso-dong, Ulsan
Nongso-dong (koreanska: 농소동) är en stadsdel i staden Ulsan, i den sydöstra delen av Sydkorea, 300 km sydost om huvudstaden Seoul. Den ligger i stadsdistriktet Buk-gu.

## Indelning
Administrativt är Nongso-dong indelat i:
| Namn    | Namn               | Yta i km² | Invånare 31 dec 2018 |
| ------- | ------------------ | --------- | -------------------- |
| 농소1동 | Nongso 1(il)-dong  | 14,91     | 39 098               |
| 농소2동 | Nongso 2(i)-dong   | 11,41     | 37 860               |
| 농소3동 | Nongso 3(sam)-dong | 31,07     | 41 396               |